# Schloss Eichbichl

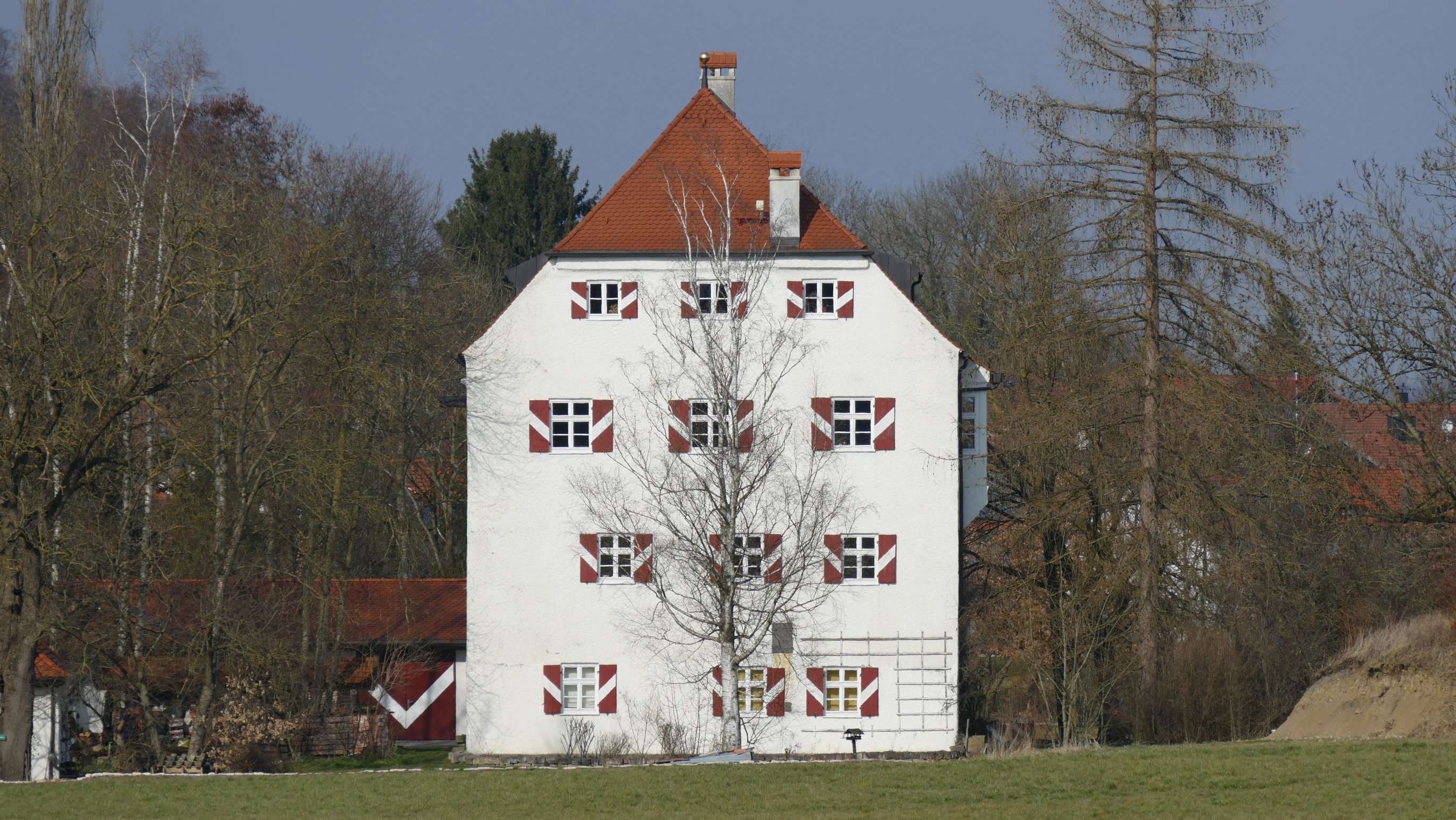
Schloß Eichbichl, Südwestseite

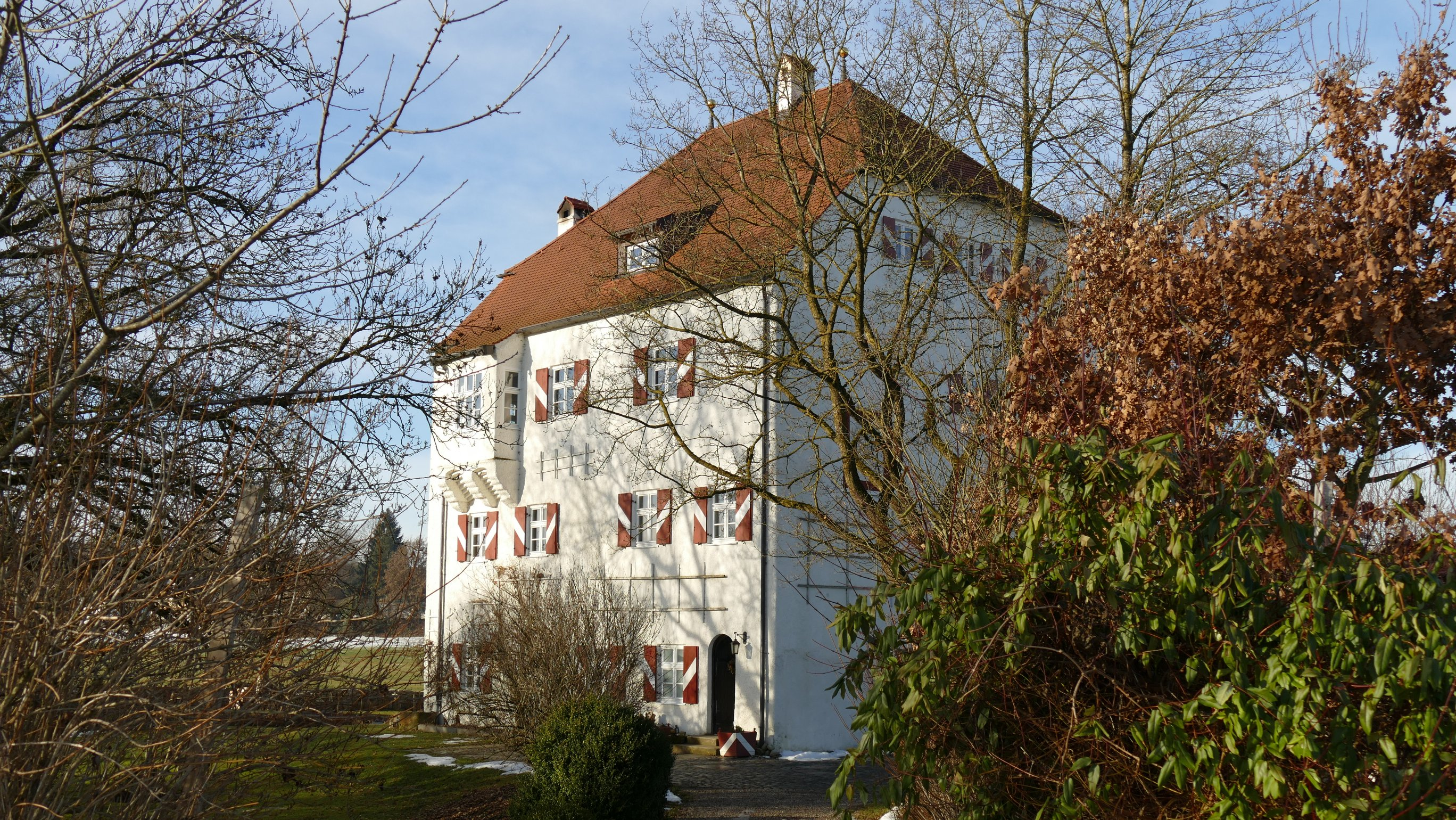
Südostseite

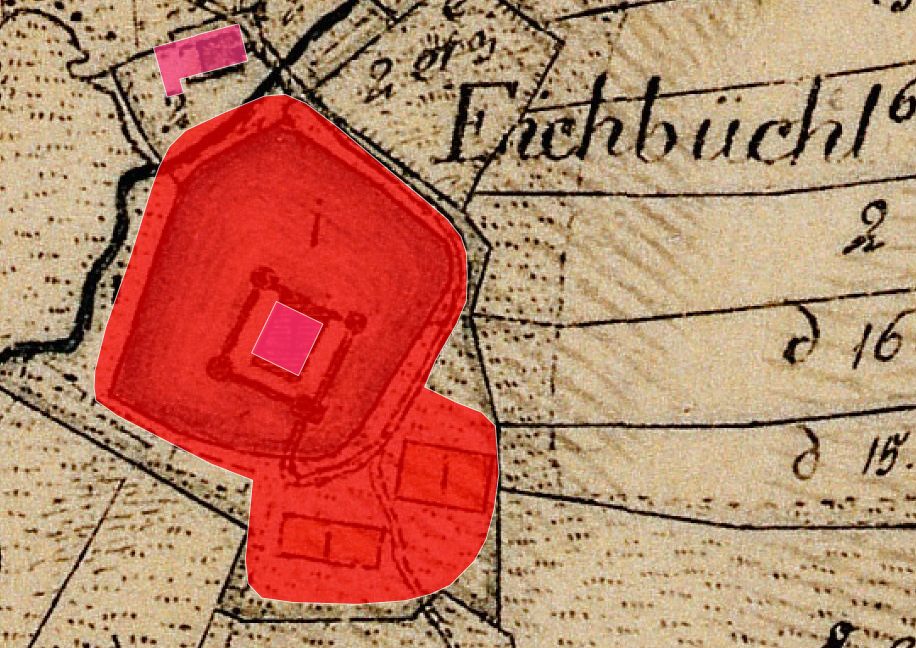
Lageplan von Schloss Eichbichl auf dem Urkataster von Bayern

Das Schloss Eichbichl liegt östlich der bayerischen Landeshauptstadt München in Eichbichl, einem Gemeindeteil der Gemeinde Frauenneuharting im Landkreis Ebersberg von Bayern. Es handelt sich um ein ehemaliges Wasserschloss. Die Anlage ist unter der Aktennummer D-1-75-119-8 als Baudenkmal verzeichnet. „Untertägige spätmittelalterliche und frühneuzeitliche Befunde im Bereich des ehem. Wasserschlosses Eichbichl und seiner Vorgängerbauten mit verlandetem Schlossweiher und abgegangenem Wirtschaftshof“ werden zudem als Bodendenkmal unter der Aktennummer D-1-7938-0174 geführt.

## Geschichte
Die Geschichte der Hofmark Eichbichl lässt sich bis ins 14. Jahrhundert zurückverfolgen. Im Jahr 1605 kaufte es das Jesuiten-Kolleg von Ebersberg. Im Jahr 1777 wurde das Wasserschloss von Kurfürst Karl Theodor an den Malteser-Orden übergeben. Das Malteser-Kreuz befindet sich bis heute an der Stuckdecke des Salons im 1. Obergeschoss. Nach der Säkularisation im Jahr 1808 hatte es verschiedene Eigentümer. Seit 1995 befindet es sich im Besitz von Rea und Ulrich von Raben.

## Beschreibung
Das Schloss ist ein dreigeschossiger Bau mit einem Halbwalmdach und einem Konsolerker. Es ist im Kern spätmittelalterlich, der heutige Bau stammt aus dem 17. Jahrhundert.